# Matfredo
Matfredo, Matfred  in catalano e in spagnolo (prima metà secolo X – 969 circa), è stato un nobile franco, visconte di Narbona dal 933 fino alla sua morte.

## Origine
Matfredo, sia secondo l'albero genealogico della Gran enciclopèdia catalana - vescomtat de Narbona, che secondo Thierry Stasser, nel suo La maison vicomtale de Narbonne aux Xe et XIe siècles, Annales du Midi era figlio del Visconte di Narbona, Oddone I, e della moglie Richilda, che, secondo il documento n° LXXII della Marca Hispanica sive Limes hispanicus, era figlia del conte di Barcellona, Gerona e Osona, Goffredo II Borrell, e di Garsinda di Tolosa (Richildes vicecomitissa filia Borelli comitis et filia Garsindis comitissa).

Oddone I di Narbona, secondo il documento n° 50 delle Preuves de l'Histoire générale de Languedoc: avec des notes et les pièces, Volume 5 era figlio del Visconte di Narbona, Franco II, e della moglie Arsinda di Empúries, che secondo il documento n° 55, paragrafo II, delle Preuves de l'Histoire générale de Languedoc: avec des notes et les pièces, Volume 5, datato 10 aprile 931, inerente a una donazione fatta dai fratelli, Guadaldo, vescovo di Elne e Gausberto, conte di Rossiglione e Empúries (Waldaldus gratia Dei sedis Elenensis et Gauzbertus comes) in suffragio dei genitori Sunyer e Ermengarda e dei fratelli Bencione, conte di Empúries e Elmerado, vescovo di Elne (Suniario comite et uxori Ermengardis et Bencone comite et Almerado episcopo) e del cognato Franco e la moglie Arsinda (Franchone vicecomite et uxori suae Eirtsinde), era figlia del conte d'Empúries, e di Rossiglione, Sunyer II di Empúries.

## Biografia
Di Matfredo si hanno poche notizie.

La penisola iberica con a nord la marca di Spagna e Tolosa verso la metà del IX secolo

Matfredo, sia secondo l'albero genealogico della Gran enciclopèdia catalana - vescomtat de Narbona, che secondo Thierry Stasser, nel suo La maison vicomtale de Narbonne aux Xe et XIe siècles, Annales du Midi, viene citato come visconte di Narbona e come successore e figlio di Oddone I e la Gran enciclopèdia catalana - Matfred I de Narbona conferma che fu visconte di Narbona.
Non si conosce l'anno esatto della morte di suo padre, Oddone I. L'ultimo documento in cui compare è il documento n° 58 delle Preuves de l'Histoire générale de Languedoc: avec des notes et les pièces, Volume 5, nel quale, nel marzo 933, Oddone, con Teudo, Visconte di Béziers (Teudo et Odo vicecomites) fu esecutore testamentario del vescovo di Béziers Reginaldo (quondam Reginardus episcopus).

Anche Jacqueline Caille, nel suo Vicomtes et vicomté de Narbonne, Des origines au début du xiiie siècle, cita questo avvenimento.

Comunque nel documento n° LXXII della Marca Hispanica sive Limes hispanicus, datato 936, inerente alla compravendita di una proprietà, compaiono solo la moglie di Oddone I, Richilda, col titolo di viscontessa (Richildes vicecomitissa) ed il figlio primogenito, Matfredo (Mathfredus), come firmatari.

Matfredo succedette a Oddone, sotto tutela della madre, Richilda, come sostiene Jacqueline Caille, nel suo Vicomtes et vicomté de Narbonne, Des origines au début du xiiie siècle.
Secondo il documento n° 93 delle Preuves de l'Histoire générale de Languedoc: avec des notes et les pièces, Volume 5, datato 952, Matfredo, assieme alla moglie, Adelaide (Matfredo vicecomite et uxori tuæ Adalaicis vicecomitissa) compra una proprietà a Creixano (in comitatu Narbonense villam vocabulo Creixano).

Anche Jacqueline Caille, nel suo Vicomtes et vicomté de Narbonne, Des origines au début du xiiie siècle, cita questo avvenimento.
Secondo il documento n° 104, III, delle Preuves de l'Histoire générale de Languedoc: avec des notes et les pièces, Volume 5, datato 959, Matfredo, assieme alla moglie, Adelaide (Matfredus vicecomes et uxor mea Adalaiz) vendono una proprietà ad Aimerico, arcivescovo di Narbona (Aymerico archiepiscopo Narbonae).
Secondo il documento n° 115, III, delle Preuves de l'Histoire générale de Languedoc: avec des notes et les pièces, Volume 5, datato 20 agosto 966, Matfredo, assieme alla moglie, Adelaide (Matfredus comes et uxor sua Adalaiz) fecero testamento, disponendo lasciti ai figli, Ermengardo e Raimondo (Ermengaudo filio nostro et fratri suo Raymundo) e alla figlia, Trutgarda (Trudgardæ filiæ nostræ).

Anche Jacqueline Caille, nel suo Vicomtes et vicomté de Narbonne, Des origines au début du xiiie siècle, cita il testamento (Matfred, vicecomes et son épouse Adalais qui nomment leurs fils Ermengaud clerc futur archevêque et Raimond et leur fille Trudgarde), precisando che fu redatto alla partenza di un pellegrinaggio a Roma (Brevis divisionalis à l’occasion de leur départ pour Rome).

Il testamento viene ricordato anche da Thierry Stasser, nel suo La maison vicomtale de Narbonne aux Xe et XIe siècles, Annales du Midi.
Non si conosce l'anno esatto della morte di Matfredo. L'ultimo documento in cui compare è il documento n° 115 delle Preuves de l'Histoire générale de Languedoc: avec des notes et les pièces, Volume 5, di cui sopra. Si sa che morì nella viscontea di Narbona, dopo essere ritornato dal pellegrinaggio a Roma.

A Matfredo succedette il figlio Raimondo, come ci conferma Thierry Stasser, nel suo La maison vicomtale de Narbonne aux Xe et XIe siècles, Annales du Midi.

## Matrimonio e discendenza
Matfredo, prima del 952, aveva sposato Adelaide, che, secondo lo storico francese specializzato nella genealogia dei personaggi dell’Antichità e dell'Alto Medioevo, Christian Settipani, era figlia del conte di Tolosa, duca di Settimania, conte di Nîmes e conte d'Albi, duca d'Aquitania e conte d'Alvernia, Raimondo Ponzio I di Tolosa e della moglie Garsenda di Guascogna, mentre per lo storico e genealogista, ungherese, Szabolcs de Vajay, nel suo Estudios Genealogicos, Heraldicos Y Nobiliarios, era la figlia del Conte di Comminges, Arnaldo I.

Matfredo da Adelaide ebbe tre figli:
- Raimondo[13] († dopo 1019), Visconte di Narbona[17];
- Ermengardo[13] († dopo 1016), arcivescovo di Narbona[18];
- Trutgarda[13] († dopo 978), badessa a Narbona[19].

### Fonti primarie
- (LA)  #ES Histoire générale de Languedoc avec notes et pièces justificatives, Volume 5.
- (LA)  #ES Marca Hispanica sive Limes hispanicus.

### Letteratura storiografica
- (LA)  (FR)  Jacqueline Caille. Vicomtes et vicomté de Narbonne, Des origines au début du xiiie siècle.
- (FR)  Thierry Stasser, "La maison vicomtale de Narbonne aux Xe et XIe siècles", Annales du Midi, v. 204, 1993.